# Qarabağ Futbol Klubu
Futbol Klubu Qarabağ Ağdam (o FK Karabakh Agdam, en àzeri: Qarabağ Ağdam) és un club azerbaidjanès de futbol de la ciutat d'Agdam, que actualment juga a la capital Bakú.
Göy-ağlar (Blue and Whites)

## Història
El FK Karabakh va ser fundat el 1950. Des de l'any 1993 juga a la capital Bakú, perquè la ciutat d'Agdam va ser ocupada per les tropes d'Armènia durant la guerra de Nagorno-Karabakh. És patrocinat per la companyia de menjars "Azersun Holding" Ltd des del 2003.

## Palmarès
- Lliga azerbaidjana de futbol: 12
  - 1994, 2013/2014, 2014/2015, 2015/2016, 2016/2017, 2017/2018, 2018/2019, 2019/20, 2021/22, 2022/23, 2023/24, 2024/25
- Copa azerbaidjana de futbol : 8
  - 1993, 2005/2006, 2008/2009, 2014/2015, 2015/2016, 2017/2018, 2021/2022, 2023/2024
- Campionat de l'RSS de l'Azerbaidjan: 2
  - 1988, 1990
- Copa de l'RSS de l'Azerbaidjan: 1
  - 1990

## Futbolistes destacats
- Elman Sultanov
- Bojan Ilic